# Lee Bradbury
Lee Michael Bradbury (Cowes, 3 luglio 1975) è un allenatore di calcio ed ex calciatore inglese, di ruolo attaccante, tecnico del Dag & Red.

## Biografia
Suo figlio Harvey è a sua volta un calciatore professionista.

## Carriera

### Giocatore
Nel 1995, dopo una stagione trascorsa giocando a livello semiprofessionistico in Irlanda del Nord con il Fivemiletown United, viene acquistato dal Portsmouth, club della seconda divisione inglese; nella stagione 1995-1996 dopo un breve periodo in prestito all'Exeter City (con cui segna 5 gol in 14 presenze in quarta divisione, facendo di fatto il suo esordio tra i professionisti) gioca 12 partite in seconda divisione, senza mai segnare; nella stagione successiva segna invece 15 reti in 42 presenze, e nell'estate del 1997 viene ceduto per 3 milioni di sterline al Manchester City, a sua volta militante in seconda divisione. Con i Citizens nel corso della stagione 1997-1998 realizza solamente 7 reti in 27 presenze, retrocedendo in terza divisione (per la prima volta nella storia del club). Dopo aver segnato 3 reti in 13 presenze in questa categoria nella prima parte della stagione 1998-1999 passa poi a titolo definitivo per 1.5 milioni di sterline al Crystal Palace, con cui nella restante parte della stagione mette a segno 4 reti in 21 presenze in seconda divisione. Conclude infine la stagione con alcuni mesi in prestito al Birmingham City, durante i quali gioca 7 partite senza mai segnare in seconda divisione. Inizia poi la stagione 1999-2000 nuovamente ai Glaziers, ma dopo 2 reti in 11 presenze torna a titolo definitivo per 300000 sterline al Portsmouth, con cui termina l'annata segnando 10 reti in 35 presenze in seconda divisione. Nei due anni seguenti segna invece rispettivamente 10 reti in 39 presenze e 7 reti in 22 presenze in seconda divisione sempre con il Portsmouth; trascorre poi la prima parte della stagione 2002-2003 in prestito allo Sheffield Weds, segnando 3 reti in 11 presenze in seconda divisione, salvo poi tornare nella seconda parte della stagione al Portsmouth, dove con una rete in 3 presenze contribuisce alla vittoria del campionato (con conseguente promozione in prima divisione).
Bradbury di fatto non gioca però mai in tale categoria: trascorre infatti la prima parte della stagione 2003-2004 in prestito al Derby County, con cui gioca 7 partite in seconda divisione, senza però mai andare in gol; nel marzo del 2004 viene poi ceduto a titolo definitivo al Walsall, altro club della medesima categoria, con cui in 8 presenze segna anche il suo unico gol stagionale. La sua permanenza ai Saddlers ha però una durata molto limitata: già nell'estate del 2004 viene infatti ceduto a titolo definitivo all'Oxford Utd, con cui trascorre due stagioni in quarta divisione, segnando però solamente 9 reti totali in 63 presenze e lasciando la squadra a seguito della sua retrocessione fuori dalla Football League, in quinta divisione. Passa quindi al Southend Utd, con cui segna una rete in 15 presenze in terza divisione e conquista una promozione in seconda divisione, categoria in cui l'anno seguente va in rete per 4 volte in 31 presenze. Si trasferisce infine al Bournemouth, club con il quale gioca negli ultimi quattro anni della sua carriera (dal 2007 al 2011, quando all'età di 36 anni abbandona il calcio giocato) nel ruolo inedito di terzino destro, segnando in totale 10 reti in 127 partite di campionato fra terza e quarta divisione (conquista infatti una promozione nella stagione 2009-2010).
In carriera ha totalizzato complessivamente 512 presenze e 92 reti nei campionati della Football League (tra le quali 263 presenze e 64 reti in seconda divisione).

### Allenatore
Il 15 gennaio 2011, a seguito delle dimissioni dal Bournemouth di Eddie Howe (diventato subito dopo il nuovo tecnico del Burnley), Bradbury viene nominato allenatore ad interim delle Cherries; di fatto, pur restando teoricamente tesserato per tutto il resto della stagione 2010-2011 (nella quale è quindi formalmente contemporaneamente giocatore ed allenatore), Bradbury non scende comunque più in campo, e dalla stagione 2011-2012 è unicamente allenatore del club, che però il 25 marzo 2012 lo esonera. Conclude poi la stagione 2011-2012 allenando per un breve periodo nelle giovanili del Portsmouth. Il 9 ottobre 2012 diventa il nuovo allenatore dell'Havant & Waterlooville, club di Conference South (sesta divisione). Al termine della stagione 2015-2016 subisce una retrocessione in Isthmian League (settima divisione), venendo comunque riconfermato alla guida del club per la stagione successiva: la scelta si rivela vincente, dal momento che il club nelle stagioni 2016-2017 e 2017-2018 vince due campionati consecutivi, trascorrendo poi la stagione 2018-2019 in National League (quinta divisione), categoria in cui poi conquista la salvezza nella stagione 2018-2019. Tale stagione è anche la sua ultima nel club: nel maggio del 2019, infatti, Bradbury si trasferisce all'Eastbourne Borough, in National League South (sesta divisione); nel dicembre del 2019 si dimette per diventare vice allenatore del Crawley Town, in quarta divisione. Lascia l'incarico il 28 febbraio 2022, giorno in cui diventa allenatore dell'Eastleigh, club di National League.

## Palmarès

### Giocatore

#### Competizioni nazionali
- Campionato inglese di seconda divisione: 1

Portsmouth: 2002-2003

### Allenatore

#### Competizioni nazionali
- National League South: 1

Havant & Waterlooville: 2017-2018
- Isthmian League: 1

Havant & Waterlooville: 2016-2017